# Grabmal für Heinrich von Lechsgmünd

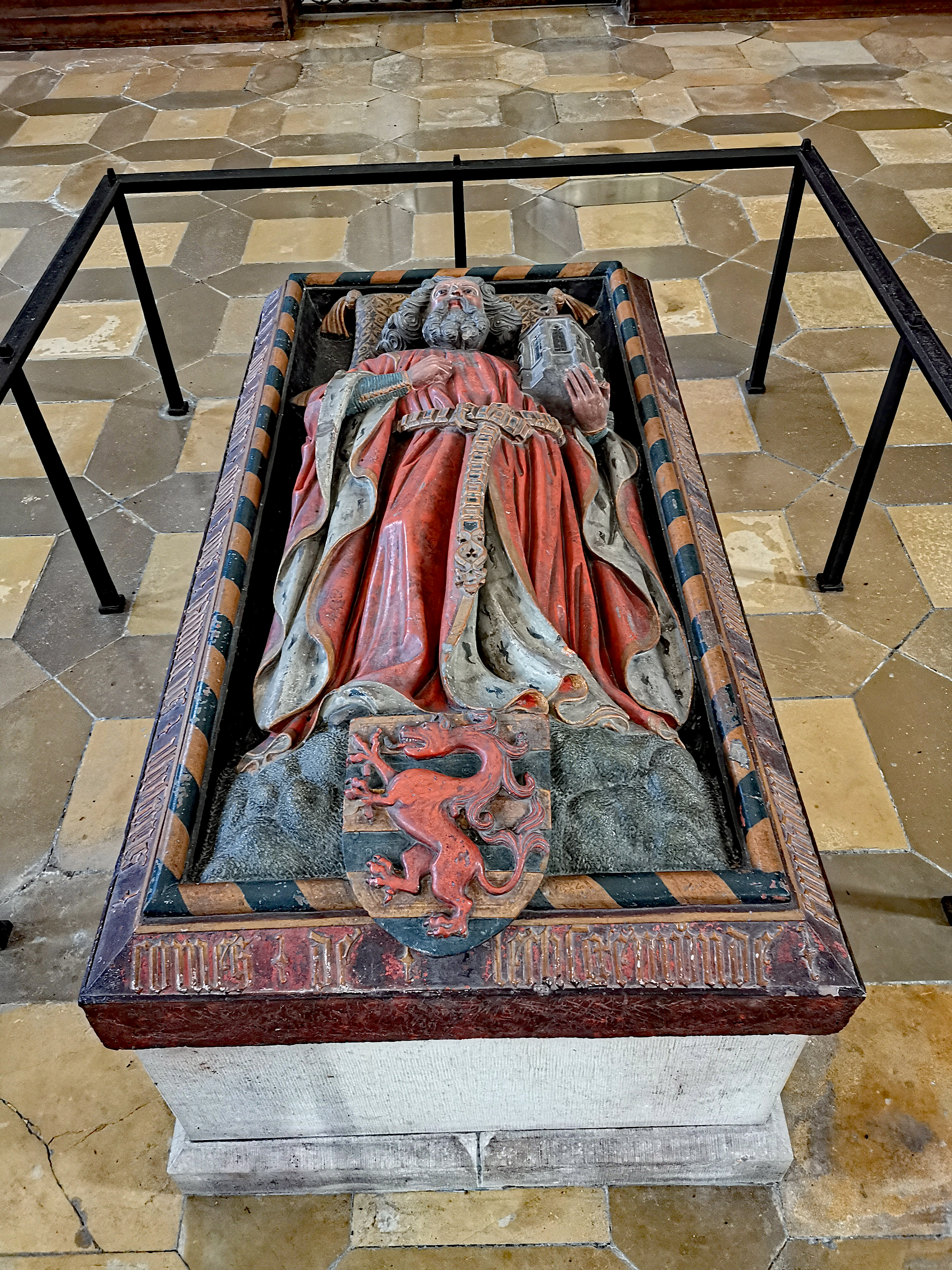
Grabmal für Heinrich von Lechsgmünd in Kaisheim

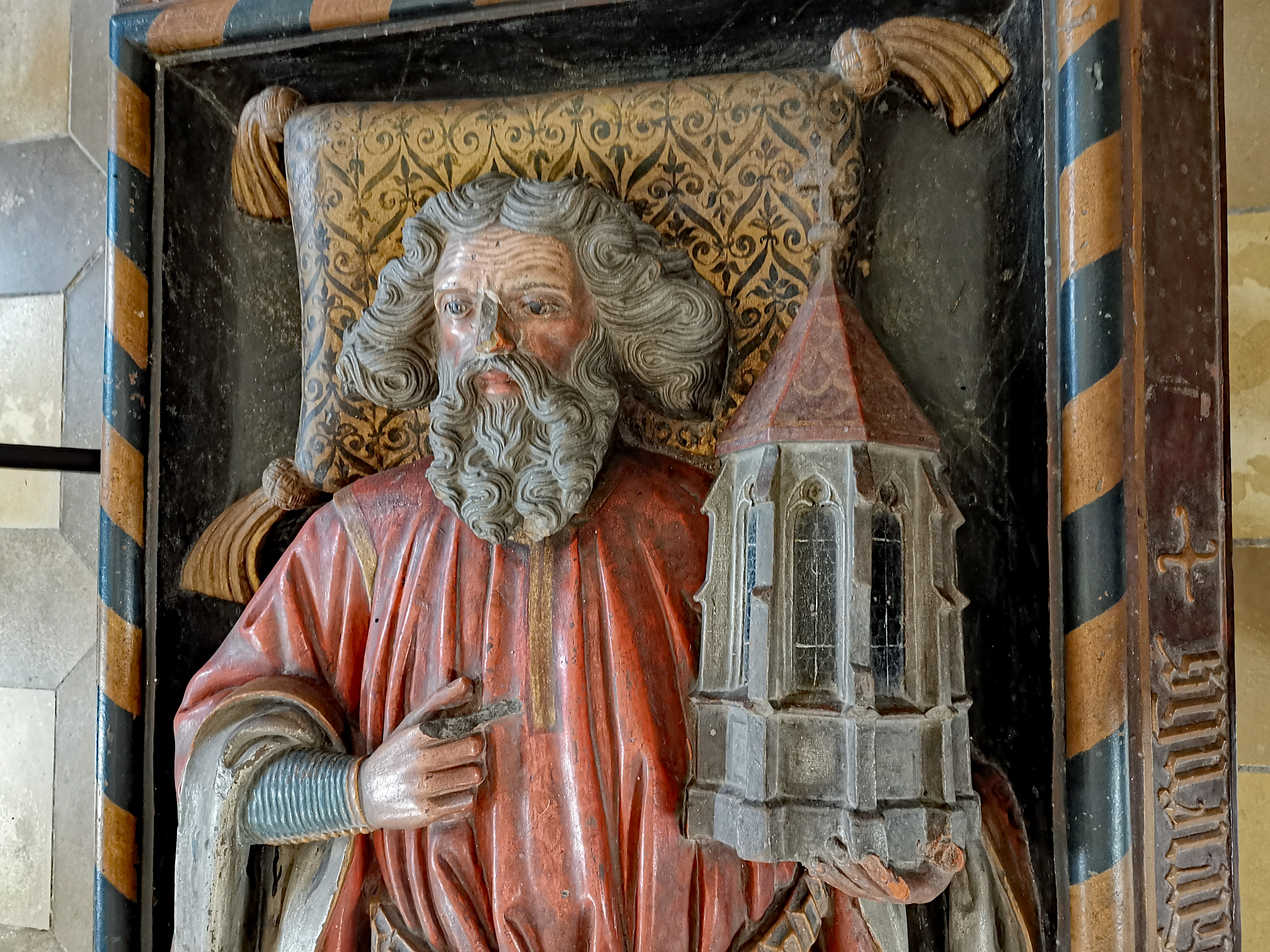
Der Stifter mit der Kirche in der Hand

Das Grabmal für Heinrich von Lechsgmünd in der ehemaligen Klosterkirche Mariä Himmelfahrt in Kaisheim, einer Marktgemeinde im schwäbischen Landkreis Donau-Ries in Bayern, wurde um 1434 geschaffen. Das Grabmal im Mittelschiff ist als Teil der Kirchenausstattung ein geschütztes Baudenkmal.
Das 1,02 Meter breite und 1,94 Meter lange Grabmal aus Sandstein für Heinrich von Lechsgmünd († 11. März 1142), den Stifter des Klosters Kaisheim, war ursprünglich die Deckplatte einer Tumba, die vermutlich bei der Barockisierung der Kirche entfernt worden ist. Die erhaltene Grabplatte wurde erst um 1431, anlässlich des 300. Stiftungsjubiläums, gefertigt. Die Bemalung stammt aus späterer Zeit. 

Die Umschrift in gotischer Minuskel lautet: 

„ANNO DNI MCXLII V. IDVS MARCII OBIIT DNS HAINRICUS ILLVSTRIS COMES DE LECHSGEMVNDE FVNDATOR NRI MONASTERII CESARIENSIS“

„Im Jahr des Herrn 1142, am 5. Tag vor den Iden des März, starb Herr Heinrich, erlauchter Graf von Lechsgemünd, der Gründer unseres kaiserlichen Klosters.“

Der Stifter wird mit der Kirche in der Hand dargestellt. Am unteren Rand ist das Wappen mit rotem Panther des Grafen zu sehen.